# Poul Sørensen (poet)
Poul ”Poeten” Sørensen, född 13 oktober 1906 i Aarhus, död 1 augusti 1973 i Kongens Lyngby, var en dansk journalist, poet och manusförfattare. Han översatte dessutom flera engelska och amerikanska verk till danska.
Poul Sørensen var son till inspektören Johannes Sørensen och dennes hustru Anna (född Mikkelsen). Han tog studentexamen från Aarhus Katedralskole 1924 och studerade en tid rättsvetenskap men tvingades avsluta studierna på grund av sjukdom. Han började på en ny bana inom journalistiken 1928 och arbetade först på Folkets Avis, därefter på Politiken fram till 1942. För den senare skrev han satiriska inlägg under rubriken At tænke sig och författade texter till Axel Ingvars serier. Han var krönikör på Ekstrabladet från 1941 och anställd på Morgenbladet (1945-1946) och Berlingske Aftenavis (1949-1950). Därutöver skrev han åt en rad tidskrifter, däribland Svikmøllen (fr. 1928). Under 1930- och 40-talen var han redaktör för Akademikeren (1933-1934), Lyngby Folkeblad (1943-1944) och Muldvarpen (1945-1947). Han arbetade dessutom i redaktionen för tidskriften Notabene (1944). Han gifte sig 1940 med Susanne Purcell. Äktenskapet upplöstes 1961 och han gifte om sig samma år med Annette Ingeborg Edith Ishøy.
Sørensen debuterade som revyförfattare 1928 då han skrev manus till de sista Co-Optimistrevyerna, de sju första Cirkusrevyerna (1935-1946) samt till flera Hornbæk- och Dagmarrevyer och teatrar runt om i landet. Han debuterade som poet 1919 då hans första dikt publicerades i Aarhus-posten. Han kom att få sina dikter publicerade i tidningarna och i sina revyer, men det dröjde till 1940 innan han debuterade i bokform, då Poul Sørensen. En Bog paa Vers gavs ut. Två år senare publicerade han en samling av kampdikter med titeln April i Danmark. Danmark var vid denna tid ockuperat av Nazityskland och samlingen förbjöds av censuren. Den spreds dock illegalt, publicerades i Sverige och Storbritannien och återutgavs 1945. Kort efter krigsslutet återkom Sørensen med två nya diktsamlingar, Det danske Aar och Løgn og Lyrik, 1946. Gemensamt för alla nämnda samlingar är att de skildrar samtiden på ett satiriskt vis. Med anledning av det spända politiska läget under efterkrigstiden blev satiren utbytt mot en pessimistisk ironi 1947, då diktsamlingen Europasange publicerades. Den efterföljande diktsamlingen Før Golgata og efter från 1950 följer i samma riktning i en religiös tappning, liksom samlingen Vintervers från 1956. Tillsammans med poeten Grethe Risbjerg Thomsen gav han ut samlingen To Hjerter (1955). Därutöver gav han ut Barske Børnerim (1953), Hjertenskær (1961), Sørgmuntre gravmonumæler (1968) Pessimistens psalmebog (1971) och 100 lystige limerikker (1971).
Sørensen var styrelseledamot i Dansk revyforfatter- og komponistforbund (1936-1946) och därefter vice ordförande (1933-1958). Han var också ledamot i Teaterrådet (1954-1963). Han mottog Forfatterfobundets Legat 1945 och Aarestrupmedaljen 1967.

## Filmografi (som sångskrivare)
- Cocktail (1937)
- Ta' briller paa (1942)
- Stjerneskud (1947)
- Ved Kongelunden (1953)
- I kongens klær (1954)